# Dolichopeza (Nesopeza) triguttata
Dolichopeza (Nesopeza) triguttata is een tweevleugelige uit de familie langpootmuggen (Tipulidae). De soort komt voor in het Oriëntaals gebied.